# آربینی-سو-وارن
آربینی-سو-وارن (به فرانسوی: Arbigny-sous-Varennes) یک کمون در فرانسه است که در canton of Terre-Natale واقع شده‌است. آربینی-سو-وارن ۹٫۸۴ کیلومتر مربع مساحت دارد ۲۵۰ متر بالاتر از سطح دریا واقع شده‌است.